# Magnete (comico)
Magnete del demo di Icario (in greco antico: Μάγνης?, Mágnes; Atene, V secolo a.C. – ...) è stato un drammaturgo greco antico, esponente della commedia antica.
Vinse le Lenee nel 472 a.C. ed è citato da Aristotele, insieme a Chionide, come uno dei primi commediografi attici.
Di lui ci restano solo 8 titoli e 8 brevi frammenti, tre dei quali sono trasmessi da Ateneo. Di alcuni dei frammenti l'attribuzione è incerta.

## Edizione dei frammenti
- R. Kassel, C. Austin, Poetae Comici Graeci, V, Berlino-New York, de Guyter, 1983,  pp. 626-631.